# Shorttrack-Europameisterschaften 1997
Die Shorttrack-Europameisterschaften 1997 waren die 1. Auflage der Shorttrack-Europameisterschaften und fanden vom 17. bis zum 19. Januar 1997 in der schwedischen Stadt Malmö statt. Insgesamt wurden vier Europameistertitel vergeben, jeweils einer im Mehrkampf und in der Staffel bei Frauen und Männern. Ausrichter war die Internationale Eislaufunion (ISU).
Bei den Frauen dominierte Marinella Canclini die Wettbewerbe. Sie gewann den Mehrkampftitel und siegte auch über 500, 1000 und 3000 Meter sowie mit der Staffel. Silber gewann Ellen Wiegers, Bronze Jelena Tichanina. Bei den Männern gewann Fabio Carta die Goldmedaille vor Mirko Vuillermin und Bruno Loscos. Das Staffelfinale bei den Frauen gewann Italien vor Bulgarien und Russland, bei den Männern siegte Großbritannien vor der Niederlande und Italien.

## Teilnehmende Nationen
| - Belarus - Belgien - Bulgarien - Dänemark - Deutschland - Estland - Frankreich - Großbritannien - Israel - Italien | - Litauen - Niederlande - Norwegen - Österreich - Polen - Russland - Schweden - Ukraine - Ungarn |

## Ergebnisse

### Frauen
| Wettbewerb         | Gold                                                                | Gold         | Silber                                                                   | Silber       | Bronze                                                                           | Bronze       |
| Wettbewerb         | Athletin                                                            | Leistung     | Athletin                                                                 | Leistung     | Athletin                                                                         | Leistung     |
| ------------------ | ------------------------------------------------------------------- | ------------ | ------------------------------------------------------------------------ | ------------ | -------------------------------------------------------------------------------- | ------------ |
| 500 Meter          | Marinella Canclini                                                  | 0:46,187 min | Ewgenija Radanowa                                                        | 0:46,259 min | Jelena Tichanina                                                                 | 0:46,339 min |
| 1000 Meter         | Marinella Canclini                                                  | 1:38,535 min | Jelena Tichanina                                                         | 1:38,797 min | Ellen Wiegers                                                                    | 1:39,241 min |
| 1500 Meter         | Ellen Wiegers                                                       | 2:41,571 min | Jelena Tichanina                                                         | 2:41,819 min | Ewgenija Radanowa                                                                | 2:42,070 min |
| 3000 Meter         | Marinella Canclini                                                  | 5:36,987 min | Ellen Wiegers                                                            | 5:37,341 min | Katia Colturi                                                                    | 5:37,555 min |
| 3000 Meter Staffel | Italien Marinella Canclini Katia Colturi Evelina Rodigari Mara Zini | 4:31,565 min | Bulgarien Anna Krastewa Ewgenija Radanowa Daniela Wlaewa Kristina Wutewa | 4:32,217 min | Russland Jekaterina Michailowa Marina Pylajewa Anastasia Rasina Jelena Tichanina | 4:34,649 min |
| Gesamtwertung      | Marinella Canclini                                                  | 15 Punkte    | Ellen Wiegers                                                            | 11 Punkte    | Jelena Tichanina                                                                 | 9 Punkte     |

### Männer
| Wettbewerb         | Gold                                                                   | Gold         | Silber                                                             | Silber       | Bronze                                                            | Bronze       |
| Wettbewerb         | Athlet                                                                 | Leistung     | Athlet                                                             | Leistung     | Athlet                                                            | Leistung     |
| ------------------ | ---------------------------------------------------------------------- | ------------ | ------------------------------------------------------------------ | ------------ | ----------------------------------------------------------------- | ------------ |
| 500 Meter          | Mirko Vuillermin                                                       | 0:43,393 min | Fabio Carta                                                        | 0:43,594 min | Nicky Gooch                                                       | 0:43,629 min |
| 1000 Meter         | Fabio Carta                                                            | 1:40,996 min | Nicky Gooch                                                        | 1:41,112 min | Mirko Vuillermin                                                  | 1:41,188 min |
| 1500 Meter         | Mirko Vuillermin                                                       | 2:33,215 min | Martin Johansson                                                   | 2:33,311 min | Bruno Loscos                                                      | 2:33,440 min |
| 3000 Meter         | Fabio Carta                                                            | 5:08,091 min | Bruno Loscos                                                       | 5:10,348 min | Martin Johansson                                                  | 5:10,458 min |
| 5000 Meter Staffel | Großbritannien Nicky Gooch Matthew Jasper Robert Mitchell Matthew Rowe | 7:15,850 min | Niederlande Harold Janssen Joost Smit Marc Velzeboer Dave Versteeg | 7:16,019 min | Italien Michele Antonioli Fabio Carta Orazio Fagone Hugo Herrnhof | 7:25,008 min |
| Gesamtwertung      | Fabio Carta                                                            | 13 Punkte    | Mirko Vuillermin                                                   | 12 Punkte    | Bruno Loscos                                                      | 7 Punkte     |

## Medaillenspiegel
| Platz  | Land           | Gold | Silber | Bronze | Gesamt |
| ------ | -------------- | ---- | ------ | ------ | ------ |
| 1      | Italien        | 3    | 1      | 1      | 5      |
| 2      | Großbritannien | 1    | –      | –      | 1      |
| 3      | Niederlande    | –    | 2      | –      | 2      |
| 4      | Bulgarien      | –    | 1      | –      | 1      |
| 5      | Russland       | –    | –      | 2      | 2      |
| 6      | Frankreich     | –    | –      | 1      | 1      |
| Gesamt | Gesamt         | 4    | 4      | 4      | 12     |